# 中山王墓
中山王墓是中國河北省平山縣出土的戰國時期中山國陵墓，中山國是春秋戰國時鮮虞仿照東周各諸侯國建立的國家。1974年河北省文物管理處在平山縣上三汲鄉的南七汲村發掘一號、三號、四號、五號和六號等戰國時期墓葬，也出土了為數龐大的車馬坑與陪葬墓，並同時發現中山國的都城靈壽古城，發掘出的文物都具有北方民族文化特色，與戰國晚期的趙國、魏國文物相近，但又出現許多反映遊牧民族的帳幕構件、具有明顯北方少數民族文化風格的青銅飾品，在世界各國展出時造成不小轟動。

## 布局和墓上建築
一號墓與二號墓都建有高大的封土臺，其中一號墓就是中山王的陵墓，其封土南北長110公尺，東西寬92公尺，高15公尺，形成三級臺階狀，台上建有迴廊和廳堂三層建築。王陵墓室結構平面為長方形，中央為方形槨室，南北為兩條墓道，其中一號墓的槨室用厚約2公尺的石塊砌成，槨室內約有四層套棺。 二號墓為哀后墓。兩個墓有數量龐大的陪葬器具，總數達1900多件，包含青銅禮器、樂器、雕塑、生活器具以及玉石器、陶器、漆器等，而且都有配葬墓與車馬坑。

## 出土文物

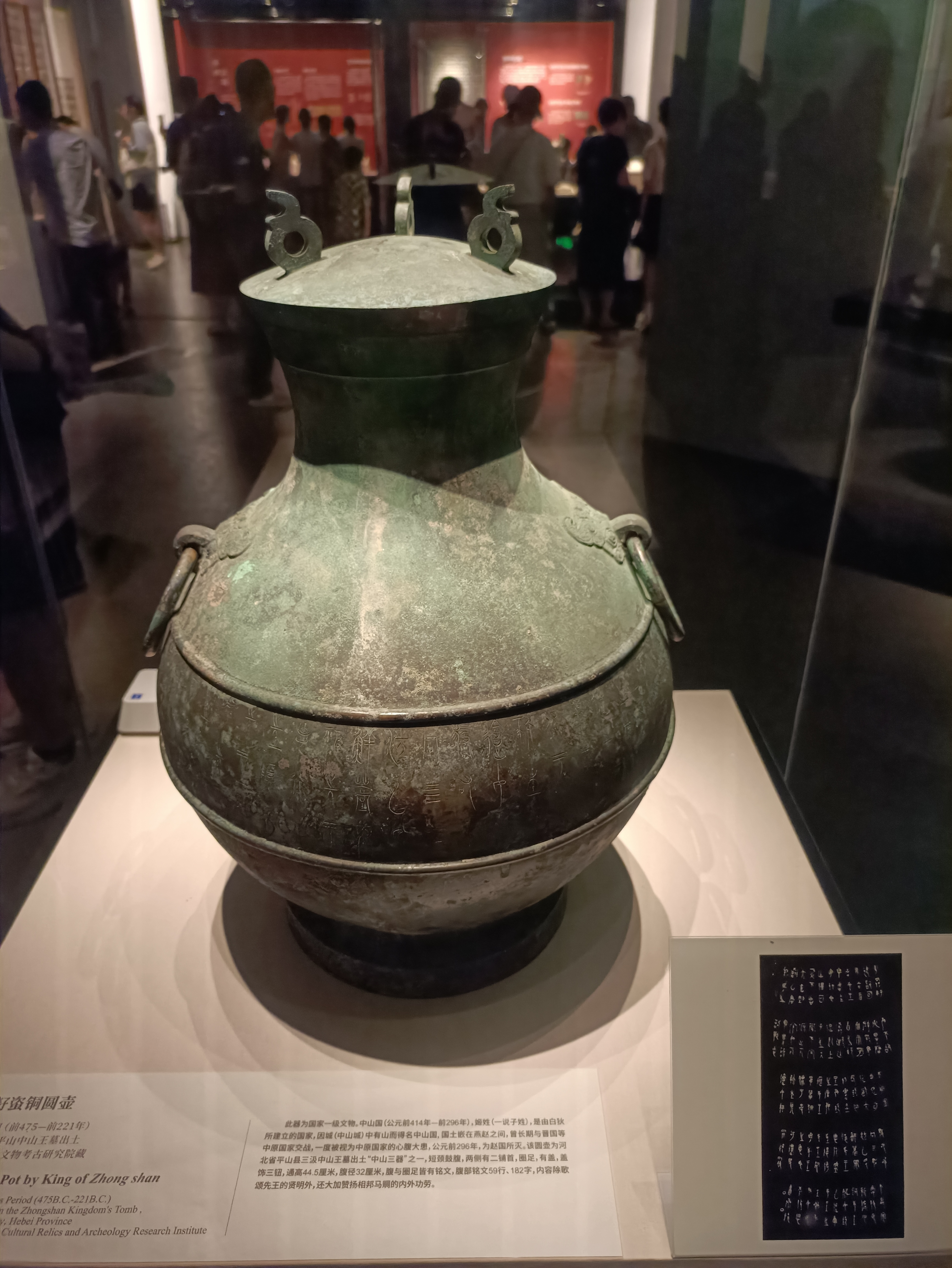
铜圆壶，河北省文物考古研究院藏

在中山王墓出土了為數甚多精美的器物，而它們中間有不少具有鮮虞族特色的器物。墓中有大量錯金銀器出土，與戰國前期大相逕異，獨有無雙的珍寶有金銀鑲嵌龍鳳形銅方案、錯金銀虎噬鹿屏風底座、十五連盞燈、錯銀雙翼神獸、銀首人俑銅燈等。其中金銀鑲嵌龍鳳形銅方案極為精巧，周身飾有錯金銀色花紋，下方有四隻橫臥的梅花鹿，四肢曲臥於一圓形環底座，中間分別於弧面上立有四條獨首雙尾龍，龍身各蟠繞一鳳，上方龍頂拱承一飾有雲紋的方形案框。還有造型奇特的十五連盞銅燈，全燈高82.9公分，座徑26公分，重13.8公斤，由燈座和七節燈架所組成，彷彿一棵大樹的支幹周圍伸出七節支架，托起15盞燈盤，而且每節支架皆可拆卸，支架上裝飾著鳥、猴等小動物。
一號墓有50餘件銘刻銅器，其中有“刻銘鐵足銅鼎”、“夔龍紋銅方壺”、“銅圓壺”，方壺與大鼎為中山王所著，這幾件銅器銘文有提到導致燕國內亂的燕王噲讓位於相邦子之事件，中山國見機派相邦司馬賙率軍北略燕國，佔領數百里的燕地。
墓中還發現關於戰國時期陵墓建築的一個極重要發現的金銀錯兆域圖銅版（中山兆域圖），銅版是以陵墓為主體的陵園的總平面圖，面對陵園建築的各個部分和相互距離注了尺寸，全版長約94公分、寬度約48公分、厚約1釐米，用金銀鑲錯出一幅陵園的平面佈置圖，為南上北下地圖。 該銅板為中國最早的縮尺製圖，是至今中國發現最早的建築平面設計圖實物，也是世界上發現最早的銅質建築平面設計圖。
出土文物還發現有兩壺保存2200餘年仍良好的酒，是世界現存最古老的酒。
有些考古學者認為因為在墓中有鮮虞族的器具，所以推斷中山國最早是由北方民族鮮虞人所建立。而亦有認為中山國境內鮮虞與華夏民族因長期來往與共同生活而融合，使得彼此文化上的差異亦逐漸消失。 

## 外部連結
- 平山中山王墓 （页面存档备份，存于）